# 쇼 토요특급 (MBC)
쇼 토요특급은 MBC에서 제작 및 방영되었던 주말 버라이어티 프로그램이다.

## 역사와 개요
1997년 3월에 《토요일! 토요일은 즐거워》의 후속으로 첫방송되었다. 1998년 3월 이홍렬의 미국 유학 때문에 신동호 아나운서로 MC가 교체되었다.

## 역대 MC
- 메인 MC
  - 이홍렬, 이휘재 (1기) 1997년 3월 8일 ~ 1998년 3월 14일
  - 신동호 아나운서,김진수,서경석 (2기) 1998년 3월 21일 ~
- 객원 MC : 김정민

## 특이사항
- 1997년 5월 3일 - 6시부터 MBC 특별기획 어린이에게 새생명을 1~2부 편성[1]으로 결방
- 1997년 5월 17일 - 6시 20분부터 《1997년 미스코리아 선발대회》 편성[2]으로 결방
- 1997년 6월 7일 - 7시부터 신데렐라 12~13회가 연속 편성되어 결방
- 1997년 9월 6일 - 7시부터 프랑스 월드컵 아시아지역 최종예선 <한국 VS 카자흐스탄> 중계방송 관계로 5시 30분에 방영
- 1997년 10월 4일 - 1998년 FIFA 월드컵 아시아지역 최종예선 <한국 VS UAE> 중계 편성으로 결방
- 1997년 10월 11일 - 6시부터 1998년 FIFA 월드컵 아시아지역 최종예선 <한국 VS 카자흐스탄> 중계방송으로 결방
- 1997년 11월 8일 - 6시 50분부터 프랑스 월드컵 아시아지역 최종예선 <일본 VS 카자흐스탄> 중계방송 관계로 5시 50분에 방송
- 1997년 11월 29일 - 6시부터 1998년 FIFA 월드컵 아시아지역 최종예선 <한국 VS 카자흐스탄> 중계방송으로 결방
- 1997년 12월 6일 - 7시부터 그대 그리고 나 17~18회가 연속 편성되어 6시에 방영
- 1997년 12월 13일 - 7시부터 그대 그리고 나 19~20회가 연속 편성되어 6시에 방송
- 1998년 1월 17일 - 7시부터 그대 그리고 나 29~30회가 연속 편성되어 6시에 방영
- 1998년 5월 9일 - 7시부터 마음이 고와야지 3~4회 연속 편성으로 결방
- 1998년 5월 23일 - 6시 10분부터 《1998년 미스코리아 선발대회》 1~2부 편성[3]으로 결방
- 1998년 5월 30일 - 《1998년 미스코리아 선발대회》 녹화 편성[4]으로 결방
- 1998년 8월 8일 - 호우 특보 편성으로 결방
- 1998년 10월 3일 - 한가위 큰대결 <아나운서 VS 개그맨> 편성[5]으로 결방
- 1998년 10월 31일 - 8시부터 제 31회 AFC U-19 축구 선수권 대회 결승 <한국 VS 일본> 중계방송이 편성되어 사랑과 성공이 7시로 옮겨갔으며, 이 때문에 결방
- 1999년 1월 2일 - 신년기획특집 <세계경제 대탐험 - 이탈리아> 편성으로 결방

## 타이틀 변천사
| 타이틀                  | 방송 기간                          |
| ----------------------- | ---------------------------------- |
| 그랜드 쇼               | 1969년 8월 16일 ~ 1974년 2월 16일  |
| 토요일 토요일 밤에      | 1974년 2월 23일 ~ 1981년 3월 14일  |
| 쇼2000                  | 1981년 3월 21일 ~ 1985년 10월      |
| 토요일! 토요일은 즐거워 | 1985년 11월 9일 ~ 1997년 3월 1일   |
| 쇼 토요특급             | 1997년 3월 8일 ~ 1999년 1월 23일   |
| 베스트 토요일           | 1999년 5월 15일 ~ 1999년 10월 16일 |
| 목표달성! 토요일        | 2000년 2월 26일 ~ 2002년 10월 19일 |
| 토요일                  | 2005년 4월 23일 ~ 2005년 10월 22일 |
| 강력추천 토요일         | 2005년 10월 29일 ~ 2006년 4월 29일 |